# Ralph MacDonald
Ralph Anthony MacDonald (New York, 15 maart 1944 – Stamford, 18 december 2011) was een Amerikaanse jazzmuzikant (drums, percussie, toetsen) en componist.

## Biografie
MacDonald werd geboren in 1944 in het New Yorkse stadsdeel Harlem als zoon van de uit Trinidad afkomstige calypsomuzikant Patrick MacDonald, die bekend was onder de artiestennaam Macbeth the Great. Daardoor kwam Ralph MacDonald al als kind in aanraking met Caraïbische muziek. Van zijn oom Boug leerde hij conga spelen. Op 14-jarige leeftijd begon hij steeldrum te spelen in een band van een Harlemse jeugdclub.
Nadat hij op jeugdige leeftijd via een vriend contact had gemaakt met de band van Harry Belafonte en hij bij diens repetities vaak aanwezig was, kreeg hij uiteindelijk door ziekte van een drummer de mogelijkheid om zijn vaardigheid te bewijzen. Daarmee begon een tienjarige verbintenis bij Belafonte, die hem samenbracht met de arrangeur en dirigent William Eaton en de bassist William Salter. In 1966 componeerde hij voor Belafonte de nummers van het album Calypso Carnival, waarbij hij deels terugviel op materiaal, dat zijn vader al had gebruikt. Op 27-jarige leeftijd richtte MacDonald samen met William Salter en William Eaton de muziekuitgeverij Antisia Music op. Twee jaar later nam Roberta Flack het door hem en Salter geschreven nummer Where Is the Love op, hetgeen de uitgeverij met tien miljoen verkochte opnamen de definitieve doorbraak verschafte.
Later werkte MacDonald samen met de muzikanten James Taylor en Carly Simon (Mockingbird), Billy Joel, Bette Midler, Diana Ross en Paul Simon, op het gebied van de jazz met Rahsaan Roland Kirk, Ron Carter, Paul Desmond, Randy en Michael Brecker, David Sanborn en Grover Washington jr.. 
Voor de in 1979 met een Grammy Award onderscheiden soundtrack voor de film Saturday Night Fever stuurde hij als zelf producerende artiest het nummer Calypso Breakdown bij. In 1982 kreeg hij een Grammy Award als componist voor de hit Just the Two of Us van Grover Washington jr. en Bill Withers.
MacDonald trad tot eind jaren 2000 op als muzikant en bracht nieuwe albums uit, als laatste Mixty Motions in 2008.

## Overlijden
Ralph MacDonald overleed in december 2011 op 67-jarige leeftijd aan de gevolgen van longkanker.

## Discografie
- 1976: Sound of a Drum (LDC)
- 1978: The Path (Marlin Records) met Michael Brecker, David Sanborn, Bob James
- 1979: Counterpoint (TK records)
- 1985: Surprize! (Polygram) o.a. met Marcus Miller en Eric Gale

- Bibsys: 4055249
- Bibliothèque nationale de France: cb139356896 (data)
- Gemeinsame Normdatei: 134451155
- International Standard Name Identifier: 0000 0000 8188 8566
- Library of Congress Control Number: n85025852
- MusicBrainz: b6be6ceb-f776-460f-a145-212fa306baa1
- Nationale Bibliotheek van Israël: 987007345579505171
- Nederlandse Thesaurus van Auteursnamen: 070756171
- Réseau des bibliothèques de Suisse occidentale: 02-A005782124
- Istituto Centrale per il Catalogo Unico: CAGV308418
- Virtual International Authority File: 119863144
- WorldCat: E39PBJkp47c9bH6wWWYmPjmjmd